# TSV 1860 Stralsund
TSV 1860 Stralsund is een Duitse sportclub uit Stralsund, Mecklenburg-Voor-Pommeren. 
De meest succesvolle sectie is gewichtheffen. Vanaf 1948 wonnen de gewichtheffers meer dan 90 medailles op de Olympische spelen, Europese- en wereldkampioenschappen. 

## Geschiedenis
Op 17 augustus 1860 werd de Turn- und Sport-Verein Stralsund opgericht. Vanaf 1899 liet de club ook vrouwen toe. Tegen 1935 telde de club 1100 leden. Na de Tweede Wereldoorlog werden alle Duitse clubs ontbonden. De club werd heropgericht als SG Stralsund. Na de invoering van het BSG-systeem werd de naam op 27 september 1948 BSG Volkswerft Stralsund. Kort daarna werd de naam BSG Anker Stralsund en in 1952 BSG Motor Stralsund. In 1955 bood de club twintig sporten aan. Het ledenaantal steeg van 689 in 1955 naar rond de 1300 in 1960 en 2395 in 1980. Gewichtheffen en worstelen waren de succesvolste afdelingen. 
Na de Duitse hereniging werd op 17 augustus 1990 terug de historische naam TSV 1860 aangenomen.

### Voetbal
BSG Motor Stralsund speelde in de jaren vijftig en zestig in de derde en vierde klasse van het Oost-Duitse voetbalsysteem. In 1966 promoveerde de club naar de DDR-Liga, de tweede klasse. De club degradeerde twee keer op rij. In 1978/79 en 1983/84 speelde de club opnieuw in de tweede klasse, maar kon nooit het behoud verzekeren. In 1989 werd ASG Vorwärts Stralsund ontbonden en nam BSG Motor de voetbalsectie in de tweede klasse over. De club eindigde tiende en degradeerde voor het eerst niet. Het volgende seizoen trok de club, intussen weer met de historische naam TSV 1860, zich tijdens het seizoen terug uit de competitie. 
De Oost-Duitse competitie werd na dit seizoen ontbonden en de clubs werden geïntegreerd in de West-Duitse competitie. Vanaf 1991 speelde de club in de Verbandsliga Mecklenburg-Vorpommern. In 1994 werd FC Pommern Stralsund opgericht en vele spelers sloten zich hierbij aan, waardoor de sportclub besloot om te stoppen met de voetbalafdeling. 
In 2000 kwamen enkele spelers, die niet goed genoeg waren voor het Verbandsliga-niveau, terug naar de club en kwam er opnieuw een voetbalafdeling, die helemaal onderaan in de 1. Kreisklasse moest spelen. Na vier jaar speelde de club in de Bezirksliga Nord, de zevende klasse. 
In oktober 2017 werd besloten dat FC Pommern onderdeel zou worden van TSV 1860 vanaf 2018. Op 1 juli werden Pommern en Stralsunder FC officieel een deel van TSV 1860 en de club nam de plaats van Pommern in de Verbandsliga over. 